# Petra Mandula
Petra Mandula (* 17. Januar 1978 in Budapest) ist eine ehemalige ungarische Tennisspielerin.

## Karriere
Mandula, die den Sandplatz bevorzugte, begann im Alter von fünf Jahren Tennis zu spielen. In ihrer Profikarriere gewann sie auf der WTA Tour sieben Doppeltitel, allesamt auf Sand. Außerdem sicherte sie sich sieben Einzel- und acht Doppeltitel auf dem ITF Women’s Circuit.
Zwischen 1994 und 2003 spielte sie für die ungarische Fed-Cup-Mannschaft, bei ihren 36 Fed-Cup-Partien konnte sie 28 Siege feiern. 
Bei den Olympischen Spielen trat sie 2000 in Sydney und 2004 in Athen für ihr Land an.

## Erfolge

### Doppel
| Nr. | Datum          | Turnier    | Kategorie    | Belag | Partnerin         | Finalgegnerinnen                              | Ergebnis        |
| --- | -------------- | ---------- | ------------ | ----- | ----------------- | --------------------------------------------- | --------------- |
| 1.  | 17. Juni 2001  | Taschkent  | WTA Tier IV  | Sand  | Patricia Wartusch | Tetjana Perebyjnis Tazzjana Putschak          | 6:1, 6:4        |
| 2.  | 16. Juni 2002  | Wien       | WTA Tier III | Sand  | Patricia Wartusch | Barbara Schwartz Jasmin Wöhr                  | 6:2, 6:4        |
| 3.  | 14. Juli 2002  | Casablanca | WTA Tier V   | Sand  | Patricia Wartusch | Gisela Dulko Conchita Martínez Granados       | 6:2, 6:1        |
| 4.  | 13. April 2003 | Estoril    | WTA Tier IV  | Sand  | Patricia Wartusch | Maret Ani Emmanuelle Gagliardi                | 6:73, 7:63, 6:2 |
| 5.  | 20. April 2003 | Budapest   | WTA Tier V   | Sand  | Olena Tatarkowa   | Conchita Martínez Granados Tetjana Perebyjnis | 6:3, 6:1        |
| 6.  | 4. Mai 2003    | Bol        | WTA Tier III | Sand  | Patricia Wartusch | Emmanuelle Gagliardi Patty Schnyder           | 6:3, 6:2        |
| 7.  | 2. Mai 2004    | Budapest   | WTA Tier V   | Sand  | Barbara Schett    | Virág Németh Ágnes Szávay                     | 6:3, 6:2        |